# TVR Târgu Mureș
TVR Târgu Mureș este unul dintre posturile regionale ale Societății Române de Televiziune (TVR) care emite pentru centrul Transilvaniei din sediul regional al TVR din Târgu Mureș. Din cauza disputelor legate de numele municipiului unde își are sediul, de-a lungul anilor au apărute diferite forme oficiale a numelui, precum TVR Târgu-Mureș, TVR TG-Mureș sau TVR Mureș. Când s-a lansat postul până în 2019 era numit oficial TVR Tîrgu-Mureș iar din 2019 apare forma TVR Tg-Mureș. În unele situații, și când TVR 3 retransmite programul Destinat refugiațiilor, TVR Târgu-Mureș mai retransmite parțial TVR 3 din când în când, dar stația are și emisiuni proprii. Uneori, transmisile sunt retransmise pe TVR 3.

## Istoric
A fost înființat în 6 mai 2008 și emitea în analog terestru pe canalul 56 cât și prin satelit. 

## Programe
Studioul TVR din Târgu Mureș emite 38 de ore pe săptămână în limbile română, maghiară și germană. Jumătate dintre programe sunt destinate minorităților din regiunea alcătuită din județele Alba, Brașov, Covasna, Harghita și Mureș, cea mai mare parte fiind subtitrate în română.
Principalele emisiuni informative sunt Jurnalul Regional și Híradó. Din anul 2010, CNA obligă toate firmele de cablu să retransmită toate canalele TVR (în funcție de regiune) prin criteriul must-carry. Astfel, TVR Tîrgu Mureș este obligatoriu la retransmisie în județele Mureș, Alba, Brașov, Sibiu, Harghita și Covasna.